# كتلة العمل النيجيري
كتلة العمل النيجيري (بالفرنسية: Bloc nigérien d'action)‏ كان حزبًا سياسيًا في النيجر في عامي 1955 و1956 بقيادة إيسوفو سيدو دجيرماكوي، وهو زعيم تقليدي ورئيس سابق للحزب التقدمي النيجيري.

## التاريخ
خرج الحزب من انقسام في اتحاد المستقلين والمتعاطفين النيجيريين في عام 1955 بعد محاولة من قبل بعض قادة الاتحاد لضم الحزب مع مجموعة المستقلين في الخارج في البرلمان الفرنسي. نتيجة لذلك، غادر غالبية أعضاء الحزب لتشكيل كتلة العمل. الحزب الجديد المنتسب إلى الاتحاد الديمقراطي والاشتراكي للمقاومة في العاصمة الفرنسية. كان رمز الحزب حصانًا، ولونه الرسمي كان الأصفر.
حصلت قائمة مشتركة من الحزب والاتحاد التقدمي النيجيري لجورج كوندات على حوالي 126,000 صوت في الانتخابات البرلمانية الفرنسية في يناير 1956. كانت القائمة هي الأكثر تصويتًا، حيث احتلت المركز الأول في سبع مقاطعات، وفاز زعيم الاتحاد التقدمي كوندات بأحد المقعدين في الجمعية الوطنية الفرنسية. تم دمج الاتحاد التقدمي لاحقًا في كتلة العمل. بعد الدمج خدم إيسوفو سايدو رئيسا للحزب، كوندا وسيدو ياكوبا نوابا للرئيس، تيموكو كوليبالي أمينا عاما وأدامو مياكي أمينا مشتركا.
فازت الحزب بأربعة مقاعد في انتخابات بلدية نيامي في 18 نوفمبر 1956، حيث احتل المركز الثالث خلف الحزب التقدمي النيجيري والاتحاد الديمقراطي النيجيري بزعامة جيبو باكاري. وبدعم من أعضاء مجلس النواب الأربعة، تمكن الاتحاد الديمقراطي من المطالبة بمنصب رئاسة البلدية. في زيندر حصل الحزب على المركز الثاني بتسعة مقاعد. وبدعم من الاتحاد الديمقراطي، فاز الحزب بمنصب رئيس البلدية.
في اليوم التالي، في 19 نوفمبر 1956، اندمج الحزب مع الاتحاد الديمقراطي النيجيري، وشكلوا ما سيصبح قريبًا الفرع النيجيري للحركة الاشتراكية الأفريقية. أيد العديد من قادة الحزب السابق التصويت بـ «نعم» في الاستفتاء على الدستور الفرنسي عام 1958 على عكس معارضة باكاري.

## فهرس
- فين فوغليستاد، UNIS and BNA: دور الأحزاب «التقليدية» في النيجر، 1948-60 ، مجلة التاريخ الأفريقي، المجلد. 16 ، رقم 1 (1975)، ص 113 – 135، مطبعة جامعة كامبريدج